# Лі Цян
Лі Цян (кит.: 李强; нар. 23 липня 1959, Жуйань, Чжецзян) — китайський політик, з 2017 року член Політбюро ЦК КПК, член Постійного комітету Політбюро ЦК КПК з 2022 року.
У 2017—2022 роках голова Шанхайського міськкому КПК, у 2016—2017 роках голова парткому КПК провінції Цзянсу, у 2012—2016 роках губернатор провінції Чжецзян. Член КПК з 1983 року, кандидат у члени ЦК КПК 18-го скликання, член Політбюро ЦК КПК 19-го та 20-го скликань.

## Біографія
Здобув освіту за спеціальністю «Механізація» у Чжецзянському інституті сільського господарства в Нінбо, а також економічну освіту у Центральній партійній школі та Гонконзькому політехнічному університеті. Трудову діяльність розпочав у 1976 році робітником на фабриці, потім перейшов на комсомольську роботу. У 24 роки вступив до КПК.
Близько трьох десятиліть пропрацював у рідній провінції Чжецзян, зокрема в 2004—2007 роках працював під прямим керівництвом на той момент глави її парткому Сі Цзіньпіна, протеже якого він тепер називається. У 2015 році супроводжував того під час візиту до США. З 2011 року заступник голови парткому рідної провінції і при цьому у 2012—2016 роках її губернатор.
У 2016—2017 роках голова парткому провінції Цзянсу.
З жовтня 2017 по 28 жовтня 2022 — голова Шанхайського міськкому партії.
До 20-го з'їзду вважалося цілком можливим його потрапляння в Постком Політбюро ЦК КПК в 2022, як представника «шостого покоління» керівників КНР ; його навіть називали одним із головних кандидатів Сі Цзіньпіна для просування в Постійний комітет Політбюро. Висловлювалося думка, що він може обійняти посаду прем'єр-міністра. За іншою версією, він міг стати наступником Чжао Лецзі на чолі ЦКПД. У той же час вважалося, що політичні перспективи Лі Цяна затьмарив спалах COVID-19 у Шанхаї раніше в 2022.
Після 20-го з'їзду КПК у жовтні 2022 року Лі Цян був обраний членом Посткому Політбюро 20-го скликання. Ймовірно, він стане новим главою уряду Китаю у березні 2023.